# 8739 Morihisa
A 8739 Morihisa (ideiglenes jelöléssel 1997 BE3) a Naprendszer kisbolygóövében található aszteroida. Kobajasi Takao fedezte fel 1997. január 30-án.